# Parc provincial du Pont Alexandra
Le parc provincial du Pont Alexandra (anglais : Alexandra Bridge Provincial Park) est un parc provincial  de la Colombie-Britannique (Canada) situé dans le Canyon du Fraser, à 40 km au nord de Hope. Il a été établi autour du pont Alexandra et préserve une section de la route Cariboo. Il offre aussi une aire de pique-nique et une halte routière pour les automobiliste sur la route 1.